# Alejo de Esparza
Alejo de Esparza (1638) fue un militar y comerciante vasco colonizador de Buenos Aires en el siglo XVII. Fue fundador de la familia Esparza en el Río de la Plata y sus hijos fueron miembros del gobierno durante el Virreinato del Perú.

## Biografía

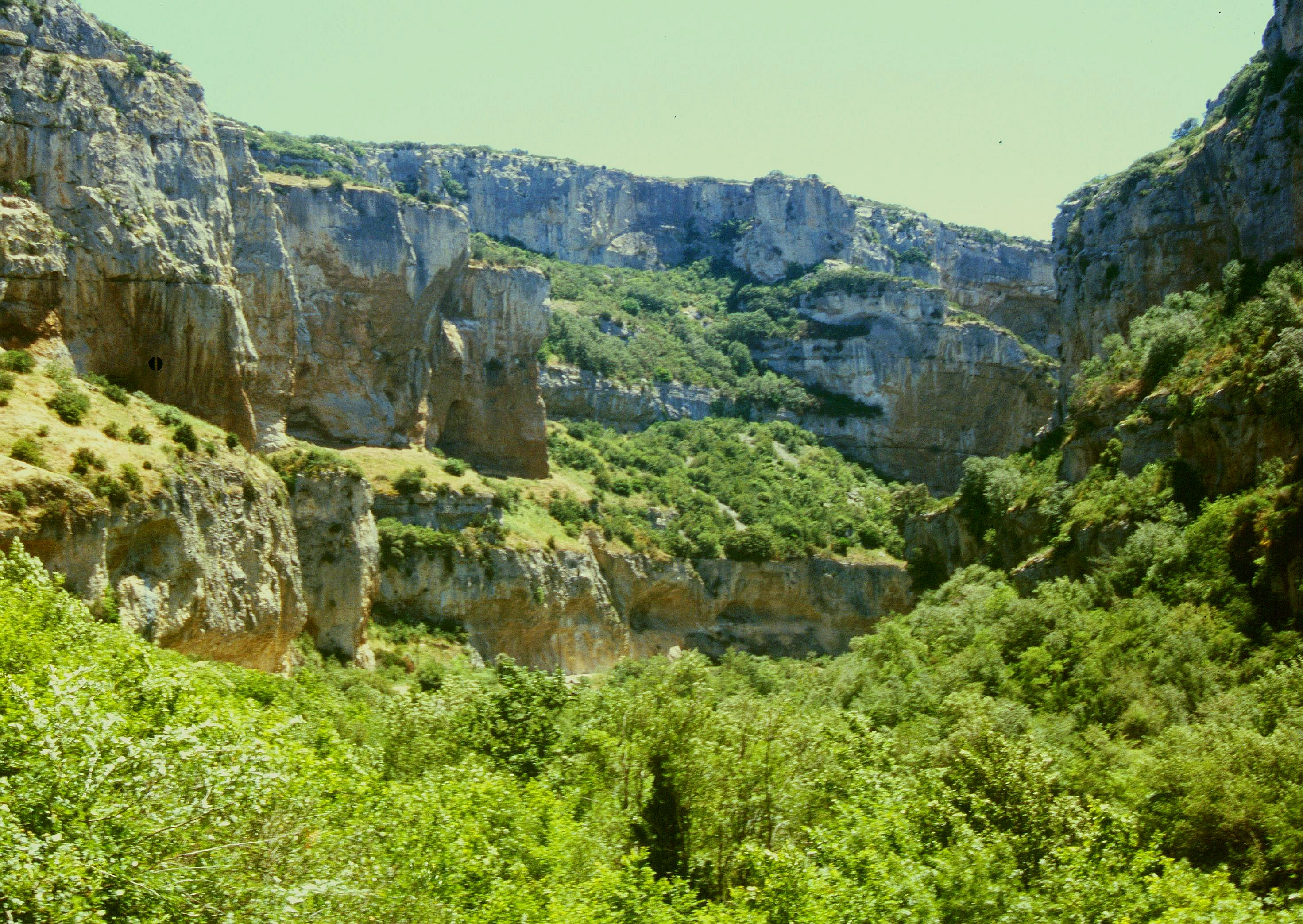
Villa de Lumbier, Navarra

Alejo nació el 1638 en Lumbier, Navarra, hijo de Pedro de Esparza y de Colomba de Garro, hija de una noble familia de origen vasco francés. En enero de 1660, Esparza llegó al puerto de Buenos Aires, en el barco Nuestra Señora de Aranzazu. Había sido reclutado como soldado en San Sebastián, lugar de donde partió la expedición dirigida por Martín de Telleria a Buenos Aires. La misión de Telleria era traer armas y dos compañías de infantería para reforzar el Fuerte de la Ciudad.
Se casó en Buenos Aires con Escolástica Rodríguez, natural de la ciudad e hija de Alfonso Rodríguez y de Trinidad Martínez. La boda se celebró el 5 de julio de 1660 en la parroquia de La Merced de Buenos Aires y asistió como testigo Juan Ramírez Arellano, nacido en Santiago, Capitán de La Serena, que también había servido en el fuerte de Buenos Aires.
Establecido en el Río de la Plata, Alejo de Esparza se dedicó por completo al comercio, siendo uno de los mercaderes más ricos de la ciudad. Era dueño de una pulpería y mantenía lazos comerciales con Cádiz. Su hijo, Miguel Gerónimo de Esparza y Rodríguez, se desempeñó como alcalde y regidor de Buenos Aires. Sus apellidos paterno y materno, Esparza-Garro, pertenecieron a familias ilustres de Navarra, posiblemente descendientes de Ramón de Esparza y Pere Arnaut de Garro.